# Hrabstwo Tom Green

Piramida wieku hrabstwa

Hrabstwo Tom Green – hrabstwo położone w USA w stanie Teksas. Utworzone w 1874 r. Siedzibą hrabstwa jest miasto San Angelo, w którym skupione jest ponad 80% populacji hrabstwa. Główną rzeką w hrabstwie jest Concho.

## Gospodarka
Hrabstwo Tom Green ma jedne z największych stad kóz w kraju (34,2 tys. w 2017 roku), oraz czwarte co do wielkości stado owiec w Teksasie (30,2 tys. w 2017 roku). Region ten jest również ważnym ośrodkiem hodowli bydła, w tym bydła rasy Texas Longhorn. Część Oficjalnego Stanowego Stada Texas Longhorn (Official State of Texas Longhorn Herd) jest utrzymywana w San Angelo State Park.
Na równinach Osage dominuje uprawa (bawełna, pszenica, sorgo i kukurydza), a rancza obecne są w regionie płaskowyżu Edwards. San Angelo to największe centrum przetwarzania i wysyłki dla przemysłu wełny i moheru w Stanach Zjednoczonych. Pewne znaczenie mają wydobycie ropy naftowej i gazu ziemnego.

## Sąsiednie hrabstwa
- Hrabstwo Coke (północ)
- Hrabstwo Runnels (północny wschód)
- Hrabstwo Concho (wschód)
- Hrabstwo Menard (południowy wschód)
- Hrabstwo Schleicher (południe)
- Hrabstwo Irion (zachód)
- Hrabstwo Reagan (zachód)
- Hrabstwo Sterling (północny zachód)

## Miasta
- San Angelo

## CDP
- Carlsbad
- Christoval
- Grape Creek

## Demografia
W 2020 roku, w hrabstwie 90,6% mieszkańców stanowiła ludność biała (52,4% nie licząc Latynosów), 4,4% to byli czarnoskórzy Amerykanie lub Afroamerykanie, 2,3% miało rasę mieszaną, 1,4% to byli Azjaci, 1,1% to rdzenna ludność Ameryki i 0,2% pochodziło z wysp Pacyfiku. Latynosi stanowili 40,7% ludności hrabstwa.

## Religia
Członkostwo w 2020 roku:
- ewangelikalni – ponad 35% (gł. południowi baptyści – 21,4%, bezdenominacyjni – 6,7% i zielonoświątkowcy – ponad 3%)
- katolicy – 18,5%
- zjednoczeni metodyści – 3,1%
- mormoni – 1,5%
- świadkowie Jehowy – 0,93%.